# Samuel Pennypacker

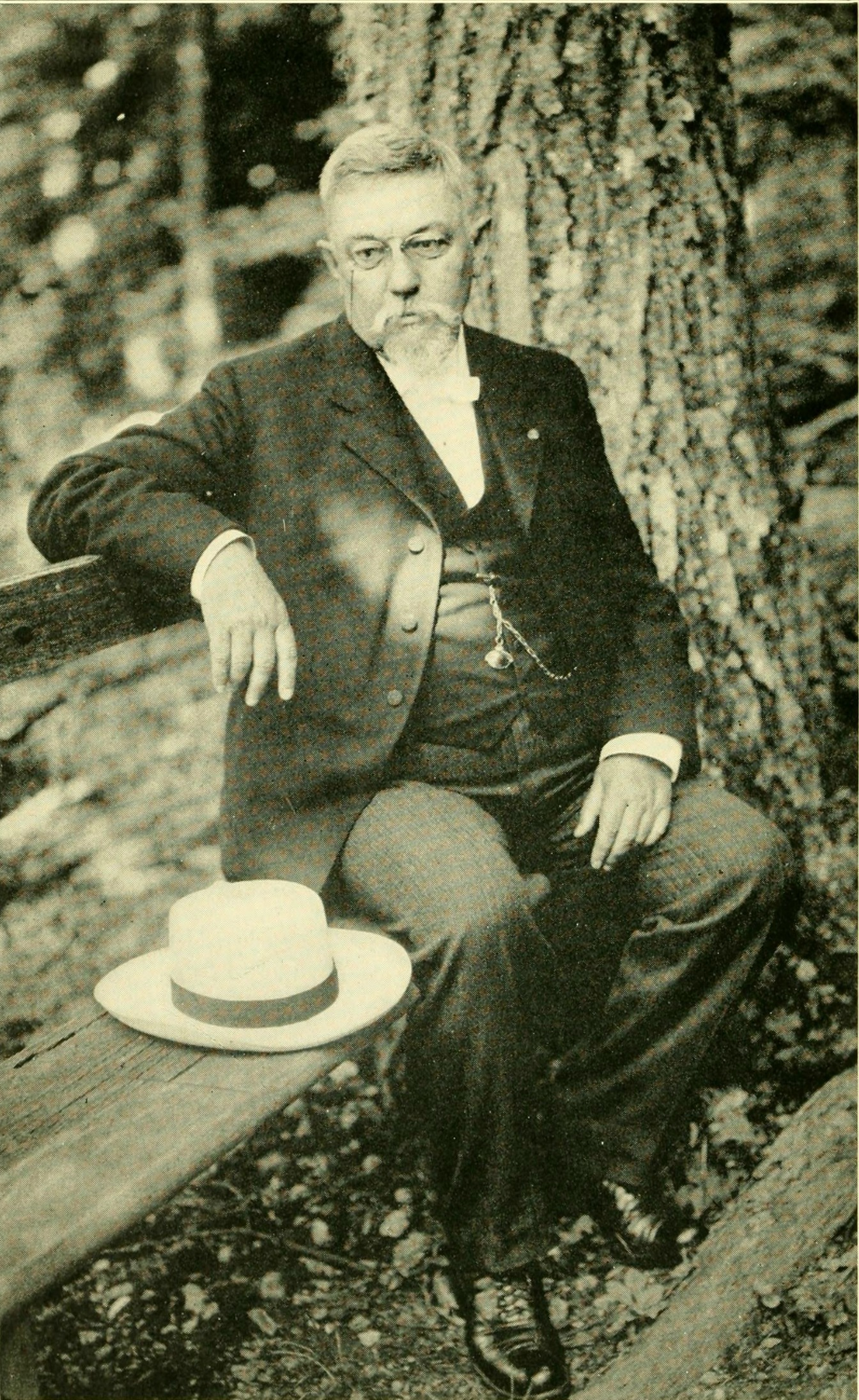
Samuel Pennypacker

Samuel Whitaker Pennypacker (* 9. April 1843 in Phoenixville, Pennsylvania; † 2. September 1916 in Schwenksville, Pennsylvania) war ein US-amerikanischer Politiker (Republikanische Partei) und von 1903 bis 1907 der 24. Gouverneur des Bundesstaates Pennsylvania.

## Frühe Jahre und politischer Aufstieg
Pennypacker besuchte die North East Grammar School in Philadelphia und das Grovement Seminary. Danach verdiente er sich als Lehrer seinen Unterhalt, ehe er im Jahr 1863 am Bürgerkrieg teilnahm. Nach einem Jurastudium wurde er im Jahr 1866 als Rechtsanwalt zugelassen. Im Jahr 1868 wurde er Leiter der Law Academy in Philadelphia. In dieser Zeit veröffentlichte er mehrere juristische Abhandlungen; er schrieb zudem Bücher über die Frühgeschichte der Region um Philadelphia und war auch Präsident der Pennsylvania Historical Society.
Zwischen 1886 und 1889 gehörte Pennypacker dem Schulrat (Board of Education) von Philadelphia an. Im Jahr 1889 wurde er von Gouverneur James Addams Beaver zum Richter an einem Berufungsgericht ernannt. Dieses Amt hatte er bis zum Jahr 1900 inne. 1902 wurde er als Kandidat seiner Partei gegen den früheren zweifachen Gouverneur Robert Emory Pattison zum neuen Gouverneur seines Staates gewählt.

## Gouverneur von Pennsylvania
Samuel Pennypacker trat sein neues Amt am 20. Januar 1903 an. In seiner Amtszeit wurde im Jahr 1905 ein neues Gesetz zur Regelung der Kinderarbeit verabschiedet. Der Gouverneur gründete in Pennsylvania eine eigenständige Polizei. Mit der Pressefreiheit stand er auf Kriegsfuß. Er versuchte vergeblich den Zeitungen vorzuschreiben, wie und worüber sie berichten sollten. In seiner Amtszeit wurde das 1897 abgebrannte Kapitol wiederhergestellt. Bei der Abrechnung der Kosten traten Unregelmäßigkeiten auf, die nicht dem Gouverneur, aber einigen Planern und anderen am Bau beteiligten Personen vorgeworfen wurden. Einige wurden auch dafür verurteilt. Der Skandal um diese Vorfälle zog sich noch bis in die Amtszeit von Pennybakers Nachfolger Edwin Sydney Stuart hin. Im Jahr 1906 verhinderte Gouverneur Pennypacker mit seinem Veto die Verabschiedung eines Sterilisationsgesetzes.
Nach dem Ablauf seiner Amtszeit am 15. Januar 1907 wurde Pennypacker wieder als Rechtsanwalt tätig. Er starb am 2. September 1916 und wurde auf dem Morris Cemetery in Phoenixville beigesetzt.